# Folclorismo
El folclorismo es el uso de una tradición popular fuera del contexto en que se desarrolló. Algunos investigadores alemanes comenzaron a utilizar el término a comienzos de los años 60 para referirse al uso del folclore por parte de la industria turística. El arte profesional basado en el folclore, los anuncios de televisión con personajes de cuento de hadas e incluso los estudios académicos de folclore pueden considerarse ejemplos de folclorismo.